# Hasan Ceka
Hasan Ceka, född 25 augusti 1900 i Elbasan i Albanien, död 11 januari 1998 i Tirana i Albanien, var en albansk arkeolog och numismatiker.Efter andra världskriget blev han en ledande figur inom arkeologin i Albanien och var med i uppbyggnaden av forskningen i landet. Han forskade främst om illyrernas  historia  från neolitikum till antiken. Mellan 1947 och 1972 var han chef för de arkeologiska utgrävningarna i Apollonia.

## Biografi
Ceka studerade fram till tio års ålder, 1910, vid den turkiskspråkiga skolan Jenicei Vardar i Makedonien, varefter han flyttade tillbaka till sin hemstad. I november 1919 skickades han av sin familj till Österrike, där han gick i gymnasium i Wels och Linz. Från 1925 studerade han historia vid universitetet i Wien, men han studerade också i Graz och tog slutligen sin examen i arkeologi vid universitetet i Budapest 1930.Enligt annan källa tog han sin examen i Wien.
Efter att ha återvänt till Albanien fick han i uppdrag att organisera den arkeologiska samlingen och biblioteket i Tirana, som då var ett ganska blygsamma stadsmuseum. Senare blev han anställd av utbildningsministeriet som representant för Albanien  i de arkeologiska team som arbetade med utgrävningarna av den antika staden Apollonia under ledning av Léon Rey från Frankrike  Han grävde också i staden Butrinti under Luigi Ugolini från Italien.   
I början av andra världskriget arbetade han för direktoratet för arkeologi och konst som inrättats av de ockuperande italienska myndigheterna. Han tjänstgjorde 1942–1944 som generalsekreterare för utbildningsdepartementet. Efter andra världskriget blev han medlem av Institute of Sciences. Från 1948 fortsatte han sitt arbete vid det nygrundade museet för arkeologi och etnografi i Tirana. Efter andra världskriget fortsatte han med sitt arkeologiska arbete med utgrävningar från 1947 i området kring de antika ruinerna av Apollonia fram till sin pensionering 1972.

### Museum och organisering av arkeologin
Ceka var en av de första albanerna som tog en examen i arkeologi. Han kallades den albanska arkeologins fader. Han var en förgrundsgestalt också i det albanska vetenskapliga livet efter andra världskriget. Tillsammans med den yngre Skënder Anamali  skapare de båda arkeologins organisatoriska ramverk. Insatserna av de två och etnografen Selim Islami  möjliggjorde grundandet av museet för arkeologi och etnografi i Tirana 1948. Tillsammans med Anamali började man arkeologiskt att kartlägga, gräva ut och skydda Albaniens arkeologiska arv. Till museet samlade man in arkeologiska lämningar som bevarats i nationalbiblioteket och i  privata samlingar under kriget.
De arkeologiska utgrävningen av Apollonia som återupptogs 1947 blev hans största uppgift. Staden Apollonia grundades på 600-talet f.Kr. Han grävde i staden under ett kvarts sekel under hans organisation och ledning. Ceka var också ansvarig för utgrävningarna av den neolitiska bosättningen Maliqi 1948. Utgrävningarna vid byggandet av Amantian stadion 1952–1953 gjordes tillsammans med Anamali. Utgrävningarna av gravarna i Pazhoki från bronsåldern 1960 och bosättningen i Gajtan från tidig järnålder 1962–1963 gjordes också under hans ledning.

### Skrifter
Vid sidan av sitt arbete med fältarkeologi ägnade han sig åt att skriva flera vetenskapliga arbeten. Av särskild stor betydelse är hans monografi och numismatiska katalog över de mynt som präglades i de illyriska städerna Epidamnos och Apollonia böckerna publicerades först på franska 1967 och  1972. Han deltog i det redaktionella arbetet med en volym med antika texter om illyrierna och illyrien, som publicerades 1965. En viktig källa för den albanska arkeologins historia under 1900-talet är hans professionella memoarer, som publicerades i slutet av hans liv.
- Probleme të numismatikës ilire, me një katalog të monetave të pabotueme apo të rralla të Ilirisë së Jugut ('Frågor om illyrisk numismatik, med katalog över okända och sällsynta mynt från södra Illyrien). Tiranë: Universiteti Shtetëror i Tiranës. 1967.
- llyrie. Etudes et materiaux archeologiques, Bd. 1, 1971.
- Questions de numismatique illyrienne, avec un catalogue des monnaies d'Apollonie et de Dyrrhachium (Questions of Illyrian numismatics, with catalogue of Apollonian and Dyrrachian coins). Tirana: Université d'état de Tirana. 1972.
- Inscriptions d’Apollonia d’Illyrie, Athen 1997.
- Në kërkim të historisë ilire ('På spaning efter illyrisk historia'). Tiranë: Shkenca. 1998.

## Personligt
Hans son Neritan Ceka (född 1941) är arkeolog och politiker.